# Льюис, Дженифер
Дже́нифер Джане́тт Лью́ис (англ. Jenifer Jeanette Lewis; род. 25 января 1957) — американская актриса театра, кино и телевидения, а также певица и продюсер. Льюис известна благодаря своим многочисленным ролям властных афро-американских матерей в кино, благодаря чему часто именуется «Чёрной матерью Голливуда».

## Ранние годы
Льюис родилась в Кинлоке, штат Миссури, в семье медсестры и заводского рабочего. Она училась в колледже при Университете Вебстер в Гровс-Уэбстере, штат Миссури. Вскоре после этого она приехала в Нью-Йорк, где дебютировала на Бродвее с небольшой ролью в мюзикле 1979 года Eubie!. Затем она выступала с основной ролью в офф-бродвейском мюзикле «Девушки мечты», но когда производство было перенесено на Бродвей, Дженнифер Холлидей сменила Льюис.

## Карьера
В 1980-х Льюис работала бэк-вокалисткой у Бетт Мидлер, одновременно создавая собственное музыкальное шоу для выступлений в Нью-Йоркском кабаре. В 1988 году Льюис переехала в Лос-Анджелес, где начала свою профессиональную актёрскую карьеру, выступая в телевизионных комедиях, таких как «Другой мир». На большом экране её первая заметная роль была в комедии «Действуй, сестра» (1992) с Вупи Голдберг, где она играла певицу. В 1992 году Льюис пробовалась на роль Тины Тёрнер в биографическом фильме «На что способна любовь», но роль досталась Анджеле Бассетт, а она тем временем сыграла роль матери Тёрнер. Вскоре в её карьере последовали другие роли второго плана в кино, а также на телевидении, в сериалах «Здание суда» и «Принц из Беверли-Хиллз».
Льюис добилась наибольшего успеха благодаря аргетипу игры афро-американской матери, сестры или тёти главных героев в кинофильмах и телевизионных комедиях. В 1996 году она сыграла роль матери героини Уитни Хьюстон в фильме «Жена священника». Также она появилась в комедийных фильмах «Братья», «Воссоединение семьи Мэдеи», «Знакомство с Браунами», «Кто твой Кэдди?», «Легко не сдаваться», «Думай, как мужчина», «Думай, как мужчина 2», «Выдача багажа» и «Шафер напрокат», продолжая играть матерей. Она также получила хорошие отзывы от критиков за свои главные роли в фильмах «Возвращение Джери» (1999), о попытке возвращения на вершину популярности R&B дивы, и за роль бизнесвумен Норы в фильме «Салон Норы» (2004). Также у неё были роли в фильмах «Девушка № 6», «Изгой» и «Потустороннее». Кроме того она принимала участие в озвучке многих популярных анимационных фильмов, в том числе «Подводная братва», «Тачки», «Принцесса и лягушка» и «Тачки 2».
На телевидении Льюис наиболее известна по своей роли в сериале Lifetime «Сильное лекарство», где она снималась с 2000 по 2006 год. Она также в разные годы появилась в эпизодах сериалов «Друзья», «Прикосновение ангела» и «Юристы Бостона». В 2011 году она снялась в недолго просуществовавшем сериале NBC «Клуб Плейбоя». Также Льюис играла мать героини Джилл Мари Джонс в ситкоме UPN «Подруги», а в 2014 году взяла на себя роль властной матери Энтони Андерсона в ситкоме ABC «Черноватый». Роль принесла ей номинацию на премию «Выбор телевизионных критиков» в категории «Лучший приглашённый исполнитель в комедийном сериале» в 2016 году.

## Личная жизнь
У Льюис есть приёмная дочь, Шармейн.